# Super Swing
Super Swing is een zweefmolen van Zierer in familiepretpark Walibi Holland te Biddinghuizen.

## Geschiedenis
Eerst stond Super Swing in het Franse park Zygofolis (dicht bij Nice). Hij werd daar geopend in 1987 onder de naam Swingo. Na het faillissement van dat park in 1991 nam Flevohof de attractie over. De Swingo werd daar in 1992 heropgebouwd en hernoemd naar Wave Swinger. Toen Six Flags Holland doorheen de jaren de naam Picollini kreeg, werd de naam van de attractie uiteindelijk in 2010 omgedoopt naar Super Swing.
In 2009 zijn een aantal stoeltjes van de Super Swing vervangen door duo-stoeljes. Hierin kunnen twee personen naast elkaar zitten, in plaats van maar één persoon.
Afbeeldingen · Lijst van attracties